# Historia del uniforme del Club Deportivo Palestino

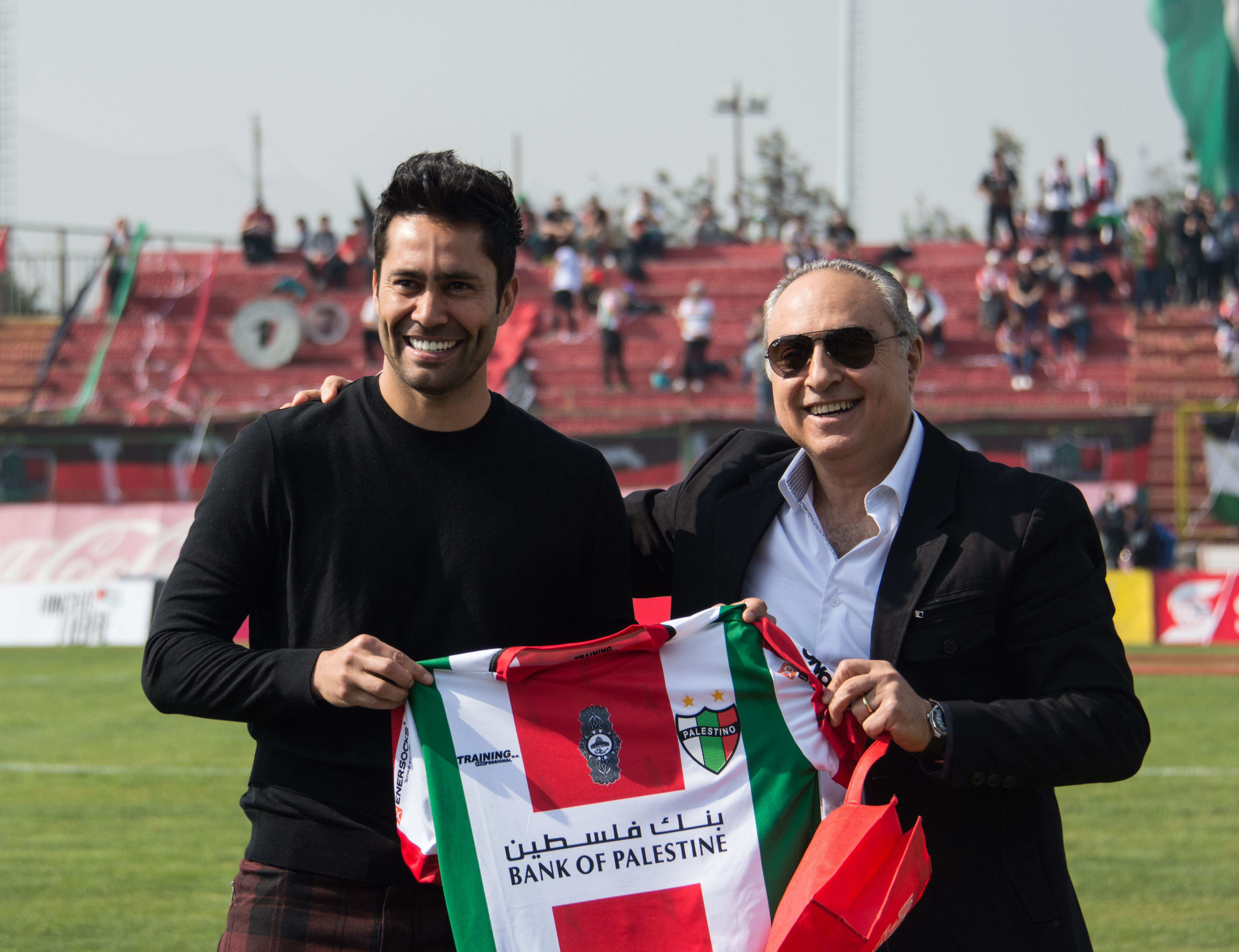
Luis Jiménez siendo presentado en Palestino el 11 de agosto de 2018, sosteniendo la camiseta titular de dicha temporada.

La Indumentaria de Palestino es el utilizado por los jugadores «Árabes» tanto en competencias nacionales como internacionales, desde el primer equipo hasta los juveniles, como también la Femenil.
La vestimenta titular histórica usada por el club consta de camiseta blanca con bastones verde y rojos con detalles negros, pantalón negro y medias blancas, la cual ha sufrido leves cambios de diseños.
La vestimenta alternativa ha tenido varios colores como diseños, actualmente se compone de camiseta negra con bastones verde y rojos con detalles blancos, pantalón negro y medias negras.

## Uniforme titular
Los colores que representan al club están basados en la bandera de Palestina, que a su vez luce los colores panárabes, utilizados como símbolo por primera vez durante la revuelta árabe de 1917.
Cuando el equipo comenzó en el fútbol profesional llevaba como uniforme una camiseta blanca y roja a mitades verticales, cuyos colores, según el investigador Carlos Medina, serían inspirados en el Colegio San Jorge de Jerusalén, uno de los primeros clubes de Palestina, y por la influencia de dicho santo en la colonia palestina en Chile.
| 1952 | 1953-58 | 1959-60 | 1961 | 1962 | 1963-64 | 1965 | 1965 | 1966 |

| 1967 | 1968 | 1972 | 1973 | 1974 | 1975 | 1976 | 1977 | 1981 |

| 2002-03 | 2008 | 2009 | 2009 | 2010 | 2011 | 2012 | 2013-14 | 2014 |

| 2014-15 | 2015-16 | 2016-17 | 2019 | 2020-21 | 2021 | 2022-23 | 2024-Act. |

## Uniforme alternativo
| 1953-54 | 1955-58 | 1975 | 1997-98 | 2008 | 2009 | 2010 | 2011 | 2012 |

| 2013-14 | 2014 | 2014-15 | 2015-16 | 2016-17 | 2019 | 2020-21 | 2021 | 2022-23 |

| 2024- |

## Tercer uniforme
| CCH2016 | 2018 | 2021 | 2022-23 |

## Especiales
| CL2015 L | CL2015 V | Centenario |

## Indumentaria y patrocinadores
| Período       | Proveedor             |
| ------------- | --------------------- |
| 1984-1989     | Deportes Player       |
| 1990          | Adidas                |
| 1991          | Deportes Player       |
| 1992          | Avia                  |
| 1993          | Le Coq Sportif        |
| 1994          | Adidas                |
| 1995          | Deportes Player       |
| 1995-1996     | Adidas                |
| 1997-1999     | Avia                  |
| 2000          | Uhlsport              |
| 2001-2004     | Training Professional |
| 2005          | Adidas                |
| 2006          | Diadora               |
| 2007-2018     | Training Professional |
| 2019-presente | Capelli               |

| Período       | Patrocinador      |
| ------------- | ----------------- |
| 1984-1994     | PreUnic           |
| 1995-2002     | Cristal           |
| 2003          | Yissus Jeans      |
| 2005          | Sindelen          |
| 2006          | Presto            |
| 2008-2009     | Telmex            |
| 2009-2010     | Bank of Palestine |
| 2011-2012     | PF                |
| 2013-presente | Bank of Palestine |